# Orquestra Gulbenkian
A Orquestra Gulbenkian é uma orquestra portuguesa sediada na capital Lisboa. Foi fundada em 1962 pela Fundação Calouste Gulbenkian e é constituída actualmente por 66 músicos.

## Biografia
Em 1962, a Fundação Calouste Gulbenkian decidiu promover a constituição de uma orquestra permanente, a Orquestra de Câmara Gulbenkian, inicialmente com 12 elementos entre cordas e baixo contínuo, que fez a sua estreia a 22 de outubro de 1962, no Teatro D. Maria II. A 2 de Outubro de 1969 é inaugurado o complexo da Fundação Calouste Gulbenkian, onde a orquestra passa a estar sediada, dispondo de salas de ensaios e do Grande Auditório onde se apresenta regularmente em concerto, no âmbito da Temporada do Serviço de Música, nomeadamente com o Coro Gulbenkian nos programas sinfónico-corais. Em 1971, a orquestra altera o seu nome para Orquestra Gulbenkian, designação que mantém até os dias de hoje, fruto também de um incremento do número de executantes ao longo do tempo, que actualmente se situa nos 66 elementos permanentes. No entanto, sempre que necessário, este número é ultrapassado mediante convite de músicos colaboradores nacionais ou estrangeiros.

## Maestros titulares
- Lamberto Baldi (1962-1963)
- Urs Voegelin (1963-1964)
- Renato Ruotolo (1964-1965)
- Trajan Popesco (1965-1966)
- Adrian Sunshine (1966-1967)
- Gianfranco Rivoli (1967-1971)
- Werner Andreas Albert (1971-1973)
- Michael Tabachnik (1973-1976)
- Juan Pablo Izquierdo (1976-1979)
- Claudio Scimone (1979-1986)
- Muhai Tang (1988-2001)
- Lawrence Foster (2002-2013)
- Paul McCreesh (2013-2016)
- Lorenzo Viotti (2018-2021)
- Hannu Lintu (2023-presente)